# Emil Bodenhoff
Frants Emil Bodenhoff (19. juni 1818 i Gentofte – 13. januar 1897 i København) var en dansk forstmand, far til Ernst Bodenhoff.

## Karriere
Han var søn af premiermajor Rasmus Frederich Bodenhoff (1788-1856) og Wilhelmine Bolette født Haste (1790-1866) og blev forstkandidat 1840 (2. karakter). Bodenhoff deltog 1842 i reguleringen af Gisselfeld skove under forstinspektør J.F.C. Wegener og foretog under dennes langvarige sygdom udvisningen i fornævnte skove og på Samsø, assisterede 1843 Julius Wedell-Wedellsborg ved reguleringen af Erholm skove på Fyn og var derefter 1844-45 ansat ved statsskovenes revision (3. og 4. Kronborg Distrikter). Fra 1846 til efteråret 1853 var han skovbestyrer ved Fossum Jernværk, tilhørende statholderen i Norge, Severin Løvenskiold, og boede i dette tidsrum på Jønneval ved Skien.
Han vendte så atter tilbage til Danmark og ansattes først som assistent ved 1. Københavnske Skovdistrikt med bolig i Jægersborg, derefter i efteråret 1857 som konstitueret skovrider i Aabenraa Distrikt med bopæl i Vesterlund ved Aabenraa og 1. oktober 1860 som skovrider i 2. Haderslevske Skovdistrikt, hvor Bodenhoff fra 1864 tillige havde statstilsyn med privatskovene i de tidligere under Slesvig, men nu i kongeriget indlemmede distrikter. Han boede i denne periode på skovridergården Stenderupstrand ved Kolding. Bodenhoff blev 1. november 1882 udnævnt til overførster for 1. overførsterinspektion og skulle i denne stilling tillige besørge jægermesterforretningerne: Han var tjenstgørende jægermester hos H.M. Kongen og hofjægermester. Han boede da på Egelund i Nøddebo Sogn. Efter at være fyldt 70 år, følte han sig træt og tog sin afsked 1. maj 1889, hvorefter han flyttede til København.

## Hæder
Emil Bodenhoff var 1846 blevet jagtjunker, 1854 kammerjunker og 1884 kammerherre. 1878 blev han Ridder af Dannebrogordenen og 1888 Dannebrogsmand. Den russiske kejser udnævnte ham 1883 til Kommandør af Sankt Anna-ordenen og 1887 til Storofficer af samme orden.

## Ægteskab
Han ægtede 21. september 1847 i Søllerød Kirke Elise Louise Dorothea von Müller (2. december 1822 i Aarhus - 13. september 1901 sammesteds), datter af generalmajor Frederik Gotthold Müller og Marie Caroline Ferdinande Augusta født von Gähler.
Han er fotograferet af J.E. Bøgh og af ukendt (Det Kongelige Bibliotek).